# Antykwariusz

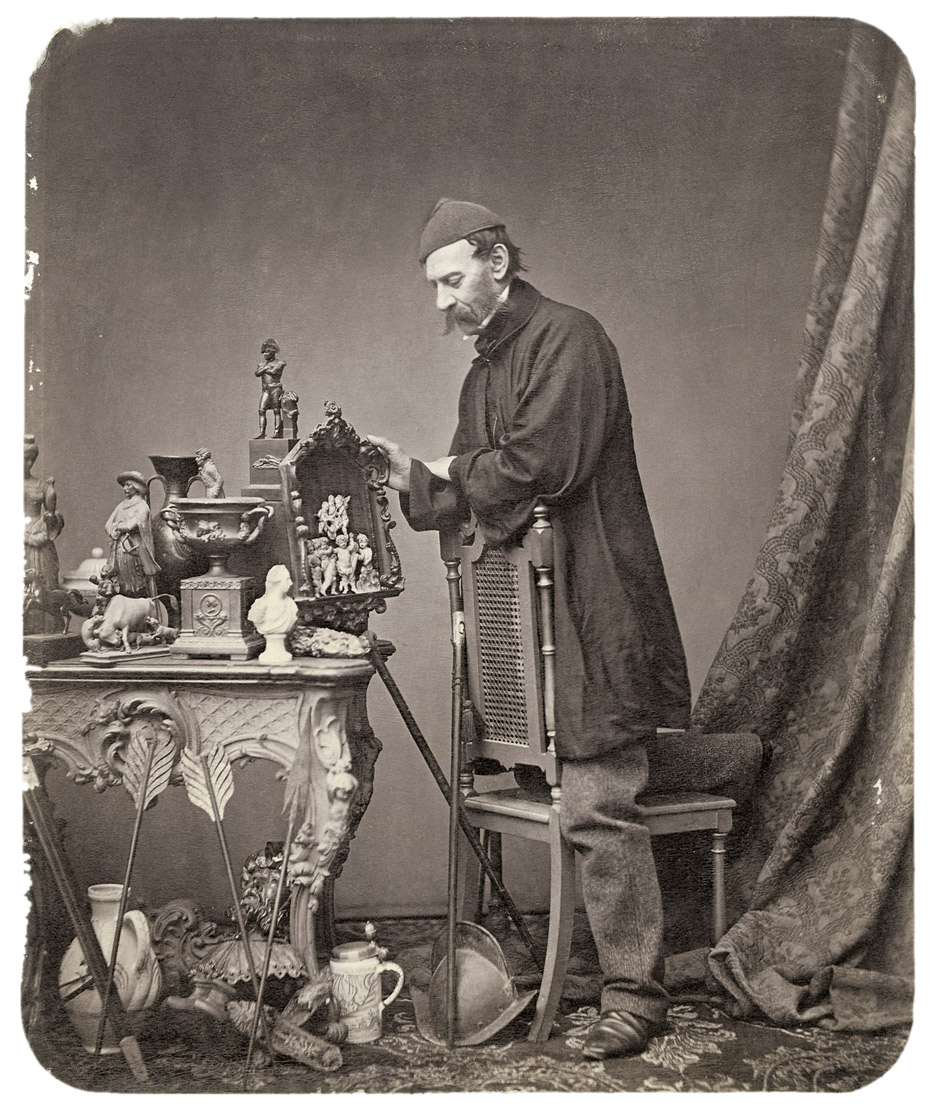
Studyjny portret antykwariusza (fot. z lat 60. XIX wieku)

Antykwariusz ( z łac. antiquarius) – osoba zajmująca się skupowaniem i sprzedażą antyków, między innymi dzieł sztuki (mebli, rzeźb, obrazów), monet, rękopisów i starodruków, książek itp. Miejscem jego działalności jest antykwariat.
Drwinę z ówczesnej popularności kolekcjonerów antycznych obiektów zawarł oświeceniowy encyklopedysta Denis Diderot w dedykowanej inskrypcji nagrobka poświęconego hrabiemu de Caylus, który pośmiertnie pragnął spocząć w starożytnej etruskiej urnie:
| Tu leży antykwariusz w tym etruskim dzbanie zrzęda, dobrze mu tak, już stąd nie powstanie! |